# Pearl Air
A Pearl Air foi uma companhia aérea do Paquistão.